# Decidua

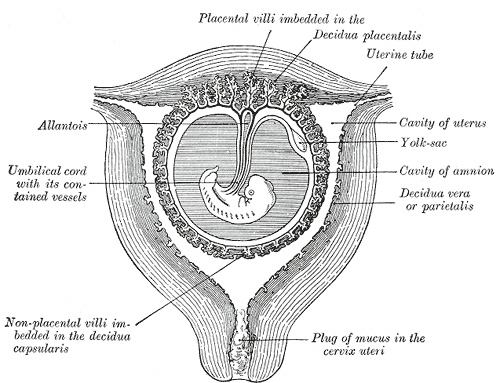
Dwarsnede van de baarmoeder (gravid uteris = zwangere baarmoeder) in de derde en vierde maand van de zwangerschap

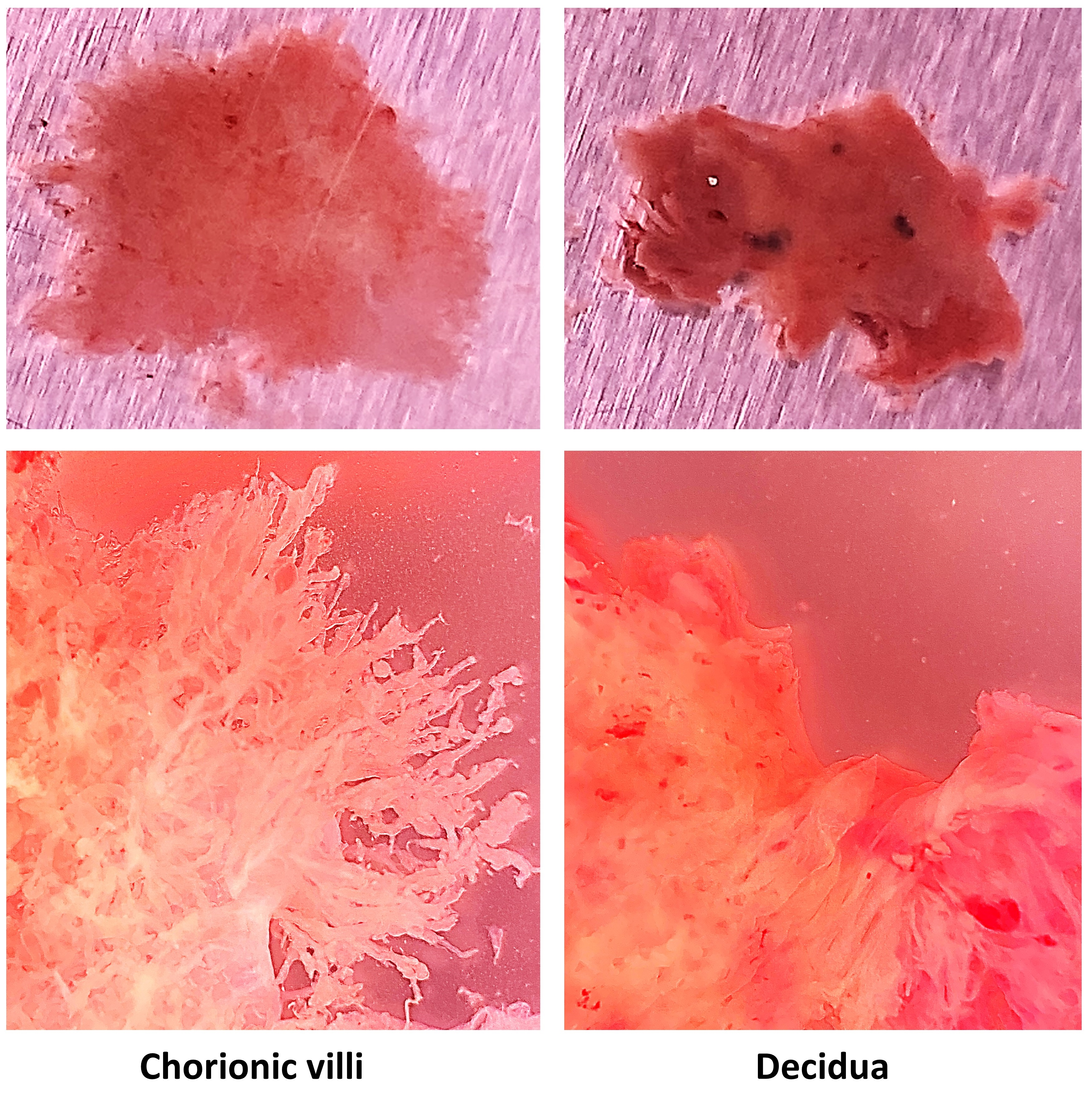
Chorionvilli en decidua

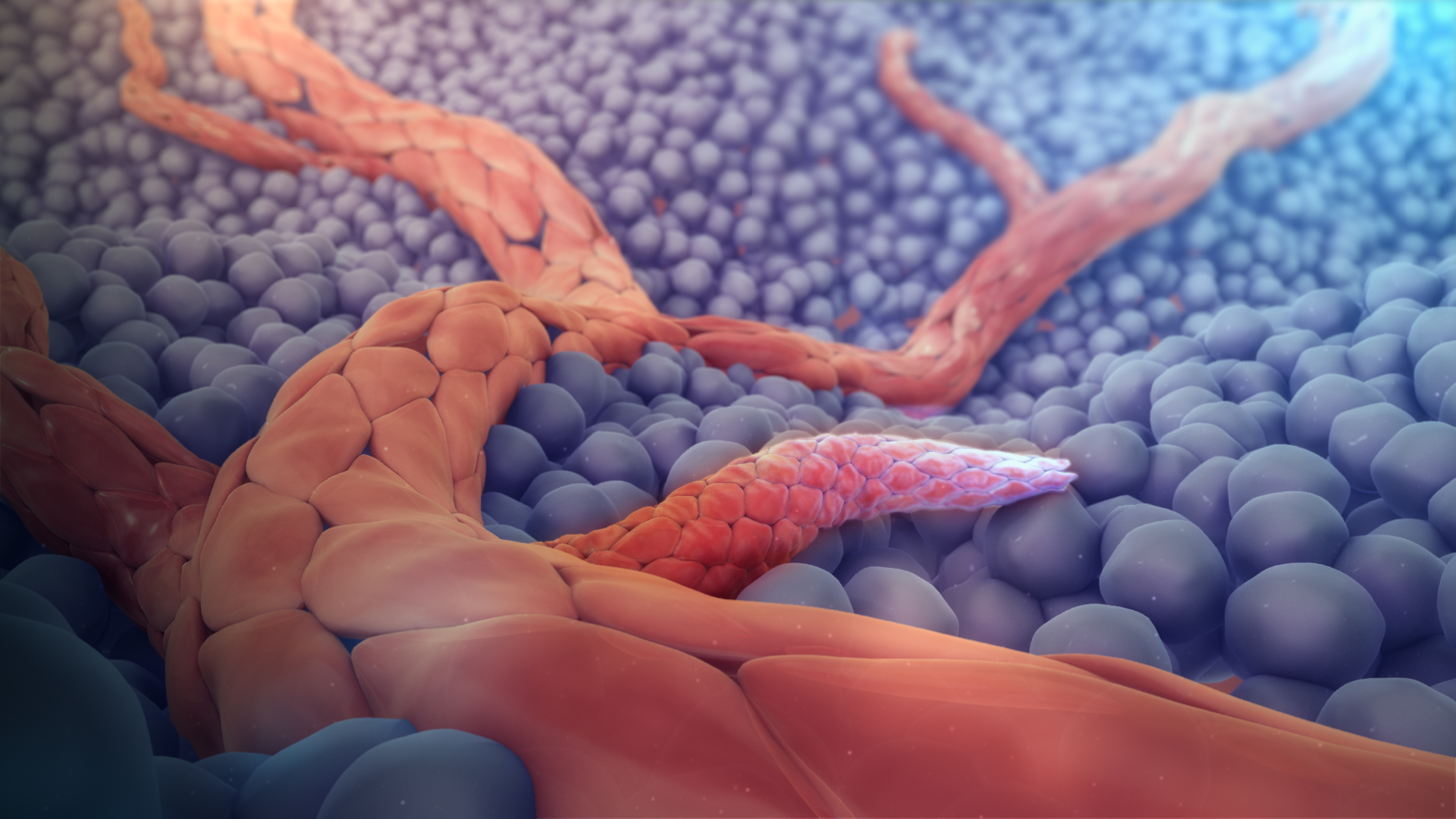
Angiogenese. Vorming van bloedvaten tijdens de zwangerschap.

De decidua of membrana decidua is het gemodificeerde baarmoederslijmvlies (endometrium), dat zich elke maand vormt ter voorbereiding op de zwangerschap. Decidualisatie van het baarmoederslijmvlies is de functionele en morfologische verandering van de stromale cellen. Dit proces wordt in gang gezet door een stijging van progesteron en is nodig voor een succesvolle innesteling van de eicel. Het wordt elke maand afgestoten als er geen bevruchte eicel is om te ondersteunen. Baarmoederslijmvliescellen (endometriumcellen) zijn zeer karakteristiek. De decidua vormt het moederlijke deel van de placenta en blijft gedurende de hele zwangerschap aanwezig. Na de geboorte wordt de decidua samen met de placenta afgestoten.

## Structuur
Het deel van de decidua dat communiceert met de trofoblast is de decidua basalis (ook wel decidua placentalis genoemd), terwijl de decidua capsularis aan de holle zijde over het embryo groeit en het embryo met het baarmoederslijmvlies omsluit. De rest van de decidua wordt de decidua parietalis of decidua vera genoemd en zal tegen de vierde maand van de zwangerschap samensmelten met de decidua capsularis.
Drie morfologisch verschillende lagen van de decidua basalis kunnen vervolgens worden onderscheiden:
- Compacte buitenlaag (stratum compactum)
- Tussenlaag (stratum spongiosum)
- Grenslaag grenzend aan het myometrium (stratum basale)

Binnen de decidua vormen zich af en toe fibrinoïdeafzettingen waar de syncytiotrofoblast wordt beschadigd doordat foetale weefsels de moederlijke weefsels binnendringen. Het gebied van fibrinoïdeafzetting waar trofoblasten het compacte gedeelte van de decidua basalis ontmoeten, wordt de laag van Rohr genoemd, terwijl de fibrinoïdeafzettingen die optreden tussen de compacte en sponsachtige laag van de decidua basalis de laag van Nitabuch worden genoemd (voor Raissa Nitabuch). Deze laag ontbreekt in de placenta accreta, waarbij de placenta vast aan de baarmoederwand is gegroeid.
Als moederlijke verbinding met het embryo neemt de decidua deel aan de uitwisseling van voeding en zuurstof. De decidua heeft een histologisch onderscheidend uiterlijk en vertoont grote veelhoekige deciduacellen in het stroma. Dit zijn vergrote stromacellen van het baarmoederslijmvlies, die op epitheel lijken (en ook wel "epithelioïde" worden genoemd).
Decidualisatie omvat het proces van differentiatie van de spoelvormige stromale fibroblasten in de dikke, secretoire deciduale cellen, die een pericellulaire (om de cel heen), extracellulaire matrix vormen die rijk is aan fibronectine en laminine (vergelijkbaar met epitheelcellen).
Het vaatstelsel, evenals de doorlatendheid van de vaten, wordt verbeterd in het decidualiserende baarmoederslijmvlies.
De hoeveelheid witte bloedcellen is verschillend, waarbij de aanwezigheid van grote granulaire leukocyten in het baarmoederslijmvlies overheerst, terwijl veelkernige leukocyten en B-cellen schaars zijn.
De grote granulaire lymfocyten (CD56) worden baarmoeder, natuurlijke killercellen genoemd (uNK-cellen).

## Ontwikkeling
Na de ovulatie wordt bij de placenta van zoogdieren de baarmoederslijmvliesbekleding hypertrofisch en vaatvormig onder invloed van de geslachtshormonen oestrogeen en progesteron.
Bij dieren die hemochoriale placentatie vertonen, waarbij de placenta diep in de baarmoederwand is gegroeid, ondergaat het baarmoederslijmvlies decidualisatie na innesteling. Als innesteling niet plaatsvindt, zal het secretoire slijmvlies worden geabsorbeerd (oestrische cyclus) of worden afgescheiden (menstruatiecyclus).
De decidua wordt tijdens de geboorte samen met de placenta afgestoten.

## Functie
Als moederlijke interface met het embryo neemt de decidua deel aan de uitwisseling van voeding, zuurstof en afval tijdens de zwangerschap. Het beschermt ook de zwangerschap tegen het immuunsysteem van de moeder. Verder moet de decidua een zeer gecontroleerde invasie van de trofoblasten mogelijk maken.
Bij invasieve placenta-aandoeningen zoals placenta accreta, waarbij de placenta vast aan de baarmoederwand is gegroeid, is decidualisatie consequent deficiënt gebleken.